# Thamnophis cyrtopsis
Thamnophis cyrtopsis е вид змия от семейство Смокообразни (Colubridae).

## Разпространение
Видът е разпространен в Гватемала, Мексико и САЩ.